# Jörgen Berglund
Mats Jörgen Berglund, född 4 februari 1974 i Sundsvall, är en svensk politiker för Moderaterna. Han är riksdagsledamot sedan valet 2018. Han tillträdde som riksdagsledamot den 24 september 2018.
Innan riksdagen var Jörgen Berglund kommunalråd i Sundsvalls kommun. Först valdes han till kommunstyrelsens ordförande 2013 efter att hans företrädare Magnus Sjödin avgått i svallvågorna av osäkra parlamentariska förutsättningar för den styrande blågröna koalitionen. I valet 2014 förlorade Moderaterna och gick in i opposition. Berglund valdes till Sundsvalls oppositionsråd för mandatperioden 2014-2018. 
Berglund är Moderaternas gruppledare, första ledamot, i riksdagens försvarsutskott. Han är även förste vice gruppledare för Moderaternas riksdagsgrupp efter att Jessica Rosencrantz lämnade sitt riksdagsuppdrag för att bli EU-minister i Ulf Kristerssons regering 2024. Jörgen Berglund är sedan 2016 förbundsordförande för Moderaterna i Västernorrlands länsförbund. 